# Real Monasterio de la Visitación de Santa María
El Real Monasterio de la Visitación de Santa María de Orihuela se encuentra situado en el centro del casco histórico de la ciudad de Orihuela, declarada Conjunto Histórico por el Decreto 845 de 1969, sobre la margen izquierda del río Segura. Es un edificio de gran volumen, cuyo impacto en la silueta de la población es sobresaliente y característico. Posee un gran interés tanto histórico por ser la última gran fundación de la monarquía española en la diócesis de Orihuela, baluarte en estos principios del siglo XIX del carlismo, como arquitectónico ya que nos encontramos con un edificio religioso de estilo neoclásico de gran calidad y único en su estilo en toda la comarca. Además posee una colección pictórica de gran calidad, firmada por el pintor de cámara Vicente López Portaña, encargada expresamente para la decoración interior de la iglesia y cuenta también con la colaboración de otros importantes artistas del momento.

## Cronología
El ”Real Monasterio de la Visitación de Santa María” fue fundado bajo la protección de los infantes de España Carlos María Isidro de Borbón y su esposa, María Francisca de Braganza, quien dirigió las obras, y siendo su impulsor y participando también, muy activamente el obispo de Orihuela, Félix Herrero Valverde. La construcción se comenzó a principios del siglo XIX, concluyendo en 1832.
El patronazgo de dichos infantes en esta ciudad fue debido a que Orihuela fue acérrima realista, partidaria de la sucesión al trono de don Carlos y sede de numerosos movimientos en pro del carlismo. El apoyo del obispo oriolano don Félix a este bando, participando activamente en las guerras carlistas, conllevó su destierro a Roma y creó un conflicto diplomático con los Estados Pontificios, que se solucionó permitiendo volver al obispo a la ciudad y con la firma de un concordato entre ambos países.
La nueva iglesia se construyó bajo la dirección técnica del arquitecto fray Antonio de Benimasot, lego capuchino, llamado en el siglo don Francisco Canet, autor también del resto de las reformas del edificio. Este arquitecto tuvo la colaboración de un arquitecto, hasta ahora desconocido, que fue enviado por los infantes fundadores desde Madrid, tal como consta en la correspondencia de éstos con las monjas fundadoras.
Este edificio fue levantado en el lugar que habían ocupado los jesuitas y donde se impartían clases de la Universidad de Orihuela fundada en 1569, tales como la Cátedra de Gramática y la de Retórica, amén de otras enseñanzas como Filosofía y Teología. Tras la expulsión de aquellos por el rey Carlos III, se decidió darle al edificio el mismo uso con el fin de que se convirtiese en una escuela para niñas de la ciudad de Orihuela y su diócesis. Tal como indica Madoz, fue demolida la iglesia existente, que se había levantado entre 1768 y 1772, y remodeladas sus naves.
El 19 de octubre de 1825, Fernando VII dio su permiso a la nueva fundación aceptando ser el único patrono del monasterio. La iglesia fue consagrada el 2 de mayo de 1832. En 1837 el gobierno suprimió el convento, dando traslado a la comunidad a Madrid. El monasterio fue dado en arriendo a una persona particular que lo conservó adecuadamente.
En 1844, su señoría el señor del Ilustre Solar de Tejada de Orihuela, el hacendado don Matías Sorzano Najera adquirió al Estado este edificio de la Real Visitación de Orihuela, que había sido confiscado con motivo de la desamortización, y lo donó generosamente a las monjas salesas que lo habían abandonado el 9 de mayo de 1837. Por otra parte, Elías Tormo, en su «Guía Levante», del año 1923, se refiere a las salesas, indicando la existencia de diversas piezas muebles, cuadros y esculturas.
En enero de 2013 las Religiosas Salesas dejaron el Monasterio de la Visitación de la ciudad de Orihuela, que habían habitado durante casi dos siglos, debido a la escasez de nuevas vocaciones y al envejecimiento de la comunidad. Con aprobación de la Santa Sede, la comunidad de Orihuela se fusionaba con el Primer Monasterio de la Visitación de Madrid.
Desde entonces ha sido deseo de la Diócesis, con su obispo a la cabeza, que este monasterio fuera ocupado por otra comunidad religiosa, llevando a cabo durante este tiempo el cuidado y mantenimiento tanto de la iglesia, del Monasterio de la Visitación, como de todos los objetos de culto que posee.
El obispo de la Diócesis de Orihuela-Alicante, monseñor Jesús Murgui, dio la bienvenida el 6 de enero del 2018, a las 6 religiosas que residen en el Real Monasterio de la Visitación de Santa María de Orihuela. La nueva comunidad religiosa es la rama femenina de ”Pro Ecclesia Sancta” que reside en el Real Monasterio de la Visitación de Santa María, tradicionalmente conocido como Las Salesas y apoyan la pastoral de la Catedral de Orihuela y del colegio Oratorio Festivo de la ciudad.
Esta congregación religiosa fue fundada en Perú por el sacerdote jesuita Pablo Menor, natural de Villena, en su afán de promover las vocaciones a la vida religiosa y a la santidad. En estos momentos Pro Ecclesia Sancta tiene comunidades en diferentes diócesis de su país de origen, Perú, en Estados Unidos, Ecuador, Italia y Uruguay. A Madrid llega una primera rama masculina en el año 2000.

## Descripción del inmueble

### Monasterio
El edificio se asienta en una parcela de unos 5.800 m² de superficie, de los cuales el conjunto edificado ocupa unos 2300 m², ocupando el resto un jardín con un gran aljibe para su riego y el claustro cuadrado. El conjunto se articula en torno a éste con tres naves de tres plantas cada una y la iglesia en su lado norte.
Cada lado del patio tiene cinco vanos. En planta baja está resuelto mediante pórticos de pilares de sección rectangular con una pilastra adosada de fuste liso y capitel de orden dórico, y entre ellos arcos de medio punto. Este nivel está construido en sillería.
Por encima quedan los pisos superiores, sólo uno en la orientación septentrional, junto a la iglesia, los cuales están construidos en mampostería revocada con mortero de cal. En estas fachadas recayentes al patio predomina claramente el macizo sobre el hueco abriéndose vanos aplomados con la clave de los arcos de la planta baja.
El patio está pavimentado mediante pastilla cuadrada del tipo denominado garbancillo, en el centro se ubica el pozo. Desde el claustro en planta baja se accede a diversas dependencias, salas de visitas, cocina y refectorio e iglesia. En el ala sur de la planta baja se sitúa las dependencias de visitas. La esquina noroeste alberga la capilla privada así como el coro bajo para uso de las monjas desde la clausura, aquella es de planta rectangular con un lado de menor dimensión tangente al lateral del presbiterio, con el fin de asistir a los servicios religiosos.
Esta capilla está resuelta mediante muros de carga en los que se abren vanos conformados por columnas ligeramente exentas de las paredes.
Esto da origen a un interesante ritmo de macizos y vacíos, planos lisos y cilíndricos. Allí se dispone el coro que ocupan los miembros de la comunidad.
La escalera principal se encuentra en la esquina nordeste, siendo tangente y externa a los andadores. Tiene planta rectangular y está resuelta en tramos de ida y vuelta, fue construida en piedra gris. Esta escalera podría haber pertenecido al primitivo edificio jesuita. Una segunda escalera de carácter secundario queda situada en el ala de poniente.
Actualmente se ha instalado un ascensor en la esquina sudoeste del patio. La obra del ascensor es de albañilería, sin huecos, lo que supone un añadido poco cuidadoso para con la arquitectura del conjunto arquitectónico del claustro.
En las plantas superiores se encuentran las celdas y estancias de las monjas, con los pasillos de circulación que alternan ambos en su vinculación al patio, en busca de la orientación solar más favorable.
El cuerpo situado a mediodía tuvo inicialmente dos plantas, que fue recrecida con una superior, tal como evidencia la presencia de la cornisa original, que se conserva entre las dos plantas altas.
Los accesos al edificio se encuentran en la fachada de levante uno de los mismos sirve de acceso a las dependencias de las monjas y otro es el correspondiente a la portada de la iglesia.
Destacan sus originales carpinterías y detalles de sus cerrajerías, tanto de puertas como de ventanas, así como la azulejería del siglo XVIII, existente en numerosas habitaciones y pequeños altares distribuidos por las plantas.

### Iglesia de la Visitación

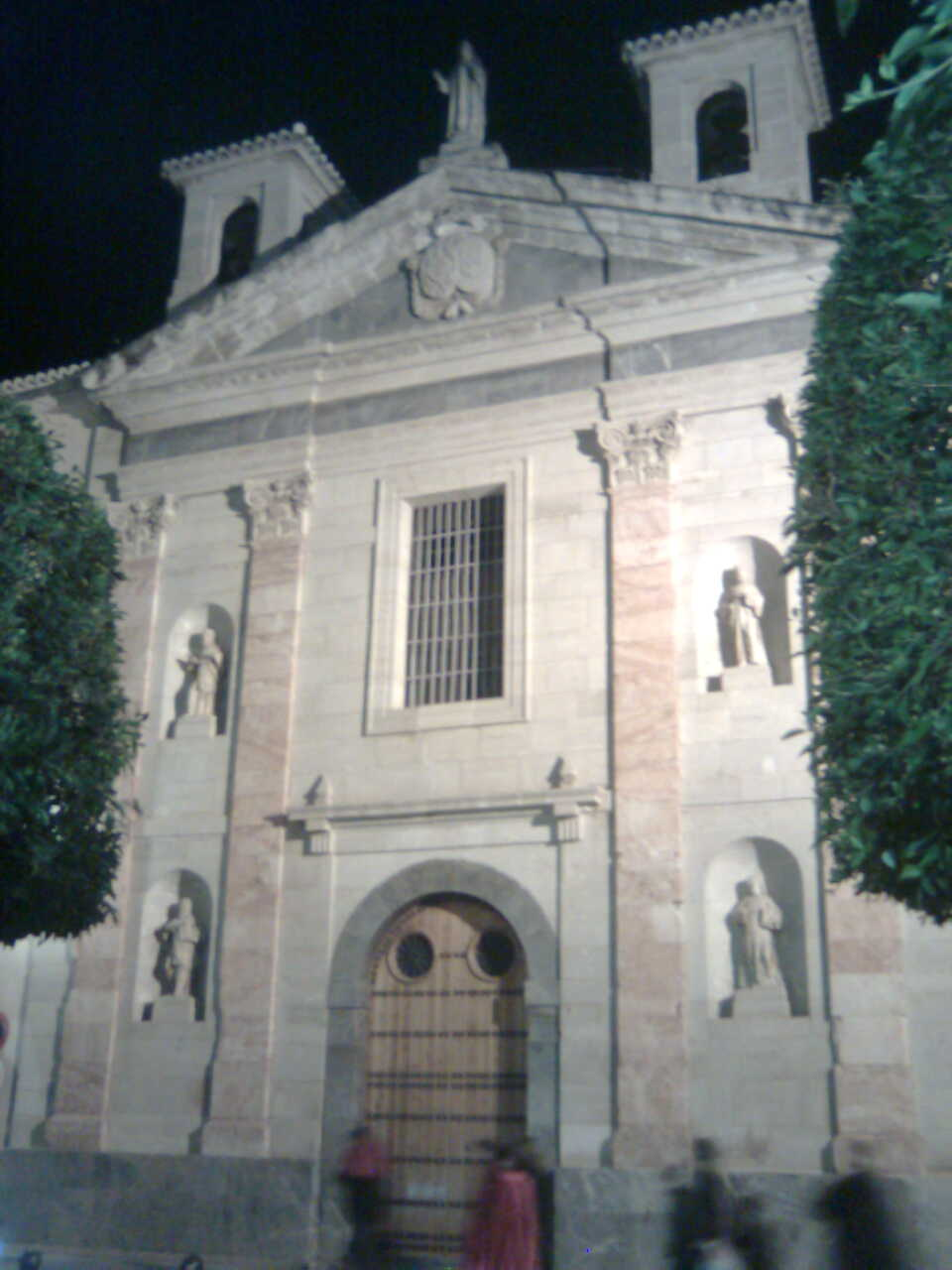
Iglesia de la Visitación

Fue proyectada de conformidad a los patrones del neoclasicismo, tal como fueron divulgados por las Academias de Bellas Artes.
Se trata de un templo de planta de cruz latina, con nave única, formada cuatro tramos contiguos, con capillas laterales configuradas por medio de leves rehundidos en los muros y el resalte de las semicolumnas de ordenpaladiano, que además sostienen una cornisa que recorre todo el templo, excepto en el imafronte y separa la bóveda que cubre la nave de los muros del edificio. Ésta bóveda es de medio cañón con lunetos y arcos fajones.
Las capillas laterales tienen altares de mármol rojo y sobre los mismos destacan los lienzos de Vicente López enmarcados por pilastras acanaladas, doradas y coronadas por querubines, que sostienen sobre sus cabezas la cornisa, en la que recae una laurea con decoración floral encintada, que varía en cada uno de los altares, la cual encierra en su interior los símbolos de los santos a quienes están dedicados.

#### Crucero
El crucero presenta un transepto de gran profundidad, que configura la nave secundaria transversal. El cruce de las dos naves está resuelto mediante bóveda vaída, que en el exterior se cubre mediante cúpula de media naranja, con teja curva vidriada en color azul. Los altares del crucero son de mayor tamaño que los de la nave y su decoración en estuco simula materiales nobles. El pavimento de la iglesia es de mármol blanco y gris azulado.

#### Presbiterio
El presbiterio tiene planta cuadrada y en él se sitúa el altar principal, entre cuatro columnas del mismo orden que el resto de la nave y que sustentan el mismo entablamento. Estas guardan la misma disposición de arco de triunfo que en la fachada y llevan una pátina que imita los tonos verdes y oscuros del mármol, estando dorados sus capiteles corintios. En las calles laterales destacan las esculturas de Santiago Baglieto notable artista del siglo XIX, que trabajó en Murcia y Orihuela, San Miguel y San Rafael, sobre las que se encuentran las del escultor José María Sánchez Lozano (1904-1995), Santa Clara y San Francisco de Sales. En su origen se encontraban cuatro lienzos, en el lado del evangelio, San Antonio de Padua y el Sagrado Corazón de Jesús adorado por los Ángeles, y en el lado de la epístola San Francisco de Sales entregando las Constituciones a Santa Juana Chantal y la Visitación, titular de la Orden. A su izquierda queda el hueco que sirve de conexión con el coro de clausura, a la derecha la puerta que comunica con la sacristía. Existe otro coro que se sitúa por encima del primer tramo a los pies de la nave principal.

#### Fachada
La fachada de la iglesia es de composición plana. Mediante el empleo de cuatro pilastras de fuste liso de mármol rojo, apoyadas en un zócalo corrido de mármol oscuro, queda dividido el frente en tres tramos. El tramo central es más ancho, contiene el hueco de acceso rectangular, rematado mediante arco de medio punto de mármol negro, con una cornisa sostenida por dos ménsulas sobre el mismo a modo de guardapolvos y por encima una gran ventana enrejada. Los tramos laterales tienen dos hornacinas superpuestas, que se encuentran ocupadas por esculturas. A la izquierda se encuentran las imágenes de San Francisco de Sales y San Carlos Borromeo y a la derecha Santa Juana de Chantal y San Francisco de Asís. Un frontón triangular, cuyo tímpano ostenta un gran escudo nobiliario con las armas de los fundadores, de España y Portugal, corona el entablamento a modo de remate de la fachada. Por encima del frontón se encuentran dos pequeños cuerpos de campana, retirados del plano general de la fachada, con forma de pequeño templete de cuatro lados y cubiertos por un tejado a cuatro aguas de tejas vidriadas azules. Las esculturas son obra también de Santiago Baglieto. Estas junto a las del altar mayor son las únicas de este autor que se conservan en Orihuela, ya que el resto fueron destruidas en la guerra civil de 1936. Una solución similar a su fachada es la que presentó el arquitecto Vicente Ferrer a la Real Academia de Bellas Artes de San Carlos en el año 1807 y que debía conocer Fray Antonio de Benimasot. Ésta parece inspirada en las portadas de iglesias como la del Redentor de Venecia de Andrea Palladio y San Andrés de Mantua de Alberti.

#### Obras artísticas destacables
La decoración interior corrió a cargo del más prestigioso pintor académico de la época, el valenciano Vicente López Portaña, «el más famoso y destacado pintor académico», según Vicente Aguilera Cerni y «el más representativo pintor de la época», de acuerdo con Carmen Gracia, gracias a que en este momento era pintor de cámara y se ocupaba de encargos reales, colaborando con él su hijo Luis.
Los lienzos encargados respondían al programa iconográfico impuesto por la infanta M.ª Francisca, exaltando el ideario de la orden franciscana junto con los santos patrones de los fundadores, San Carlos Borromeo y Santa Isabel de Portugal. José Luis Díez atribuye seis lienzos a Vicente López, cuatro a su hijo Luis, atribuyendo otro de ellos a uno de sus hijos sin concretar.
El conjunto de la iglesia y fachada ofrecen gran homogeneidad y armonía en su composición y se enmarca dentro de la arquitectura de estilo academicista que deriva de las propuestas neoclásicas.